# Clelin Ferrell
Pour les articles homonymes, voir Ferrell.
(en) Statistiques sur pro-football-reference
Clelin Ferrell, né le 17 mai 1997 à Richmond en Virginie, est un joueur professionnel de football américain évoluant au poste de defensive end dans la National Football League (NFL) depuis la saison 2019, jouant actuellement pour les Commanders de Washington.
Auparavant, il a joué pendant quatre saisons au football universitaire pour les Tigers de l'université de Clemson dans la NCAA Division I FBS. Il y remporte le titre national en 2016 et en 2019, est désigné meilleur joueur défensif du Fiesta Bowl 2016 et de l'année en Atlantic Coast Conference (ACC) et est reconnu joueur All-America à l'unanimité en 2018. Il se voit décerner la même saison le Ted Hendricks Award après avoir été sélectionné dans la première équipe All-America et la première équipe de l'ACC en 2017 et 2018.
Sélectionné en 4e choix lors du 1er tour de la draft 2019 de la NFL par la franchise des Raiders d'Oakland, il est libéré après quatre saisons et rejoint les 49ers de San Francisco en 2023 puis les Commanders de Washington en 2024.

## Jeunesse
Ferrel fréquente la Benedictine High School à Goochland en Virginie. Il y joue au football américain sous les ordres de l'entraîneur principal Greg Lilly. Durant son année senior, il ne joue pas à cause d'une déchirure des ligaments croisés antérieurs. Après son année junior, il est sélectionné dans la première équipe All-State. En janvier 2015, il est invité au match Under Armour All-America mais n'y participe pas à cause d'une blessure,.
Ferrell est une recrue 4 étoiles en sortant du lycée et est classé comme la 5e meilleur recrue de la Virginie, 7e defensive end et 115e du pays par 247 Sports,. Rivals.com le classe 135e meilleur joueur et 6e defensive end du pays, le 5e en Virginie.

## Carrière universitaire
Il intègre l'université de Clemson où il joue au football américain pour les Tigers. Il prend le statut de redshirt durant son année freshman en la 2015 et ne participe qu'à un seul match.
Après la saison 2016 au cours de laquelle il mène Clemson les statistiques du nombre de plaquages pour perte (17) et de sacks (8½), Ferrell est sélectionné danns l'équipe All-America et partage le titre de meilleur défenseur rookie de l'année avec Dexter Lawrence, également futur choix de premier tour à la draft 2019. Le 31 décembre 2016, il participe à la victoire 31 à 0 contre les Buckeyes de l'université d'État de l'Ohio lors du Fiesta Bowl et y enregistre 4 plaquages en solo dont 3 pour perte et un sack. Sa performance lui vaut d'être désigné MVP défensif du match.
En décembre 2017, Ferrell est sélectionné dans la première équipe All-America par l'Associated Press et par Sports on Earth. Le 1er janvier 2018, il participe au Sugar Bowl, perdu 6 à 24 contre le Crimson Tide de l'université de l'Alabama et y réalise 4 plaquages dont 2 en solo, un sack et un plaquage pour perte ce qui lui vaut le titre de meilleur joueur défensif du match,. Le 13 janvier 2018, Ferrell annonce qu'il reste à Clemson pour y effectuer sa saison junior.
Sa saison 2018 est récompensée par le Ted Hendricks Award attribué au meilleur defensive end du pays  et une place de demi-finaliste dau Chuck Bednarik Award. Il est également sélectionné dans la première équipe All-America par l'American Football Coaches Association (en) (AFCA), l'Associated Press (AP), le Sporting News et la Walter Camp Football Foundation (en).
Le 11 janvier 2019, il annonce qu'il renonce à sa dernière année d'admissibilité pour se présenter à la draft 2019 de la NFL.

## Carrière professionnelle
Ferrell assiste au NFL Scouting Combine  à Indianapolis, dans l'Indiana, et réalise les performances suivantes :
| Taille             | Poids            | Bras               | Main               | Sprint   | Sprint   | Sprint   | Shuttle 20 yards | 3 cones drill | Détente   | Détente     | Développé couché | Test Wonderlic |
| Taille             | Poids            | Bras               | Main               | 40 yards | 10 yards | 20 yards | Shuttle 20 yards | 3 cones drill | verticale | horizontale | Développé couché | Test Wonderlic |
| 6 ft 4 in (1,93 m) | 264 lbs (120 kg) | 34 in 1⁄8 (0,87 m) | 10 in 1⁄2 (0,27 m) | -        | -        | -        | 4,40 s           | 7,26 s        | -         | -           | 25 reps          |                |

### Raiders d'Oakland/Las Vegas (2019-2022)

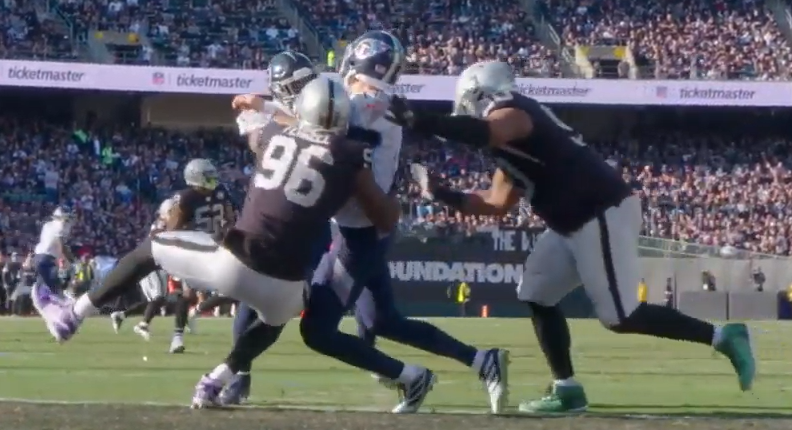
Clelin Ferrell effectuant un plaquage contre les Titans du Tennessee en 2019.

Ferrell est sélectionné en (4e choix global lors du premier tour de la draft 2019 de la NFL par la franchise des Raiders d'Oakland et signe son contrat rookie le 18 juin 2019 d'un montant garanti de 31,2 millions de $ incluant la prime à la signature de 20,8 millions.
Ferrell fait ses débuts en NFL lors de la 1re semaine à l'occasion du match du Monday Night Football gagné 24 à 16 contre les Broncos de Denver. Il y effectue 3 plaquages et enregistre son premier sack en carrière sur Joe Flacco. En 1re semaine, lors de la victoire 26 à 24 contre les Chargers de Los Angeles à l'occasion du Thursday Night Football, Ferrell réussit huit plaquages et effectue 2,5 sacks sur Philip Rivers.
Ferrell est placé sur la liste des réservistes touchés par la Covid-19 le 17 novembre 2020 et est réactivé le 26 novembre.
En 13e semaine contre les Jets de New York (victoire 31- à 28), il enregistre deux sacks sur Sam Darnold. Le 30 décembre 2020, Ferrell est placé sur la liste des blessés et il termine sa saison avec 27 plaquages, deux sacks et deux fumbles provoqués en 11 matchs disputés.
Le 29 avril 2022, les Raiders annoncent qu'ils n'activeront pas l'option de cinquième du contrat de Ferrell, lequel devient agent libre en fin de saison 2022. Il effectue son dernier sack pour les Raider lors de la défaite 13 à 31 contre les Chiefs de Kansas City.

### 49ers de San Francisco (2023)
Le 16 mars 2023, Ferrell signe un contrat d'un an avec la franchise des 49ers de San Francisco.
Ferrell force son premier fumble et son premier ½ sack en tant que 49ers en 8e semaine lors de la défaite 17 à 31 contre les Bengals de Cincinnati. La semaine suivante, il effectue son premier sack complet lors de la victoire 34 à 3 contre les Jaguars de Jacksonville. Il réussit un nouveau sack en 14e semaine lors de la victoire 38 à 16 contre les Seahawks de Seattle.

### Commanders de Washington (2024)
Le 18 mars 2024, Ferrell signe avec les Commanders de Washington.

## Statistiques

### Universitaires
| Année  | Équipe            | Statut | MJ |       | Plaquages | Plaquages | Plaquages | Plaquages |       | Interceptions | Interceptions | Interceptions | Interceptions |  | Fumbles | Fumbles |
| Année  | Équipe            | Statut | MJ | Total | Seul      | Ast.      | Sacks     | Nb.       | Yards | Déf.          | TD            | Nb.           | Rec.          |  |         |         |
| 2015   | Tigers de Clemson | FR     | 01 | 01    | 01        | 0         | 00,0      | 0         | 0     | 0             | 0             | 0             | 0             |  |         |         |
| 2016*  | Tigers de Clemson | FR     | 14 | 44    | 21        | 23        | 06,0      | 0         | 0     | 2             | 0             | 0             | 0             |  |         |         |
| 2017*  | Tigers de Clemson | SO     | 14 | 66    | 33        | 33        | 09,5      | 0         | 0     | 1             | 0             | 2             | 0             |  |         |         |
| 2018*  | Tigers de Clemson | JR     | 15 | 55    | 29        | 26        | 11,5      | 0         | 0     | 2             | 1             | 3             | 1             |  |         |         |
| Totaux | Totaux            | Totaux | 44 | 166   | 84        | 82        | 27        | 0         | 0     | 5             | 1             | 5             | 1             |  |         |         |

* y inclus les matchs de bowl

### Professionnelles
| Année          | Équipe                   | MJ |                | Plaquages      | Plaquages      | Plaquages      | Plaquages      |                | Interceptions  | Interceptions  | Interceptions | Interceptions |  | Fumbles | Fumbles |
| Année          | Équipe                   | MJ | Total          | Seul           | Ast.           | Sacks          | Nb.            | Yards          | Déf.           | TD             | Nb.           | Rec.          |  |         |         |
| 2019           | Raiders de Las Vegas     | 15 | 038            | 24             | 14             | 4,5            | 0              | 0              | 05             | 0              | 0             | 1             |  |         |         |
| 2020           | Raiders de Las Vegas     | 11 | 027            | 18             | 09             | 2,0            | 0              | 0              | 03             | 0              | 2             | 0             |  |         |         |
| 2021           | Raiders de Las Vegas     | 16 | 014            | 08             | 06             | 1,5            | 0              | 0              | 01             | 0              | 0             | 0             |  |         |         |
| 2022           | Raiders de Las Vegas     | 16 | 026            | 0 8            | 18             | 2,0            | 0              | 0              | 02             | 0              | 0             | 0             |  |         |         |
| 2023           | 49ers de San Francisco   | 17 | 028            | 15             | 13             | 03,5           | 0              | 0              | 01             | 0              | 1             | 1             |  |         |         |
| 2024           | Commanders de Washington | ?  | Saison à venir | Saison à venir | Saison à venir | Saison à venir | Saison à venir | Saison à venir | Saison à venir | Saison à venir | ?             | ?             |  |         |         |
| Totaux Raiders | Totaux Raiders           | 58 | 105            | 58             | 47             | 10,0           | 0              | 0              | 11             | 0              | 2             | 1             |  |         |         |
| Totaux NFL     | Totaux NFL               | 75 | 133            | 73             | 60             | 13,5           | 0              | 0              | 12             | 0              | 3             | 2             |  |         |         |

| Année      | Équipe               | MJ |       | Plaquages | Plaquages | Plaquages | Plaquages |       | Interceptions | Interceptions | Interceptions | Interceptions |  | Fumbles | Fumbles |
| Année      | Équipe               | MJ | Total | Seul      | Ast.      | Sacks     | Nb.       | Yards | Déf.          | TD            | Nb.           | Rec.          |  |         |         |
| 2021       | Raiders de Las Vegas | 1  | 0     | 0         | 0         | 0,0       | 0         | 0     | 0             | 0             | 0             | 0             |  |         |         |
| Totaux NFL | Totaux NFL           | 1  | 0     | 0         | 0         | 0,0       | 0         | 0     | 0             | 0             | 0             | 0             |  |         |         |